# Szkieletnica aksamitna

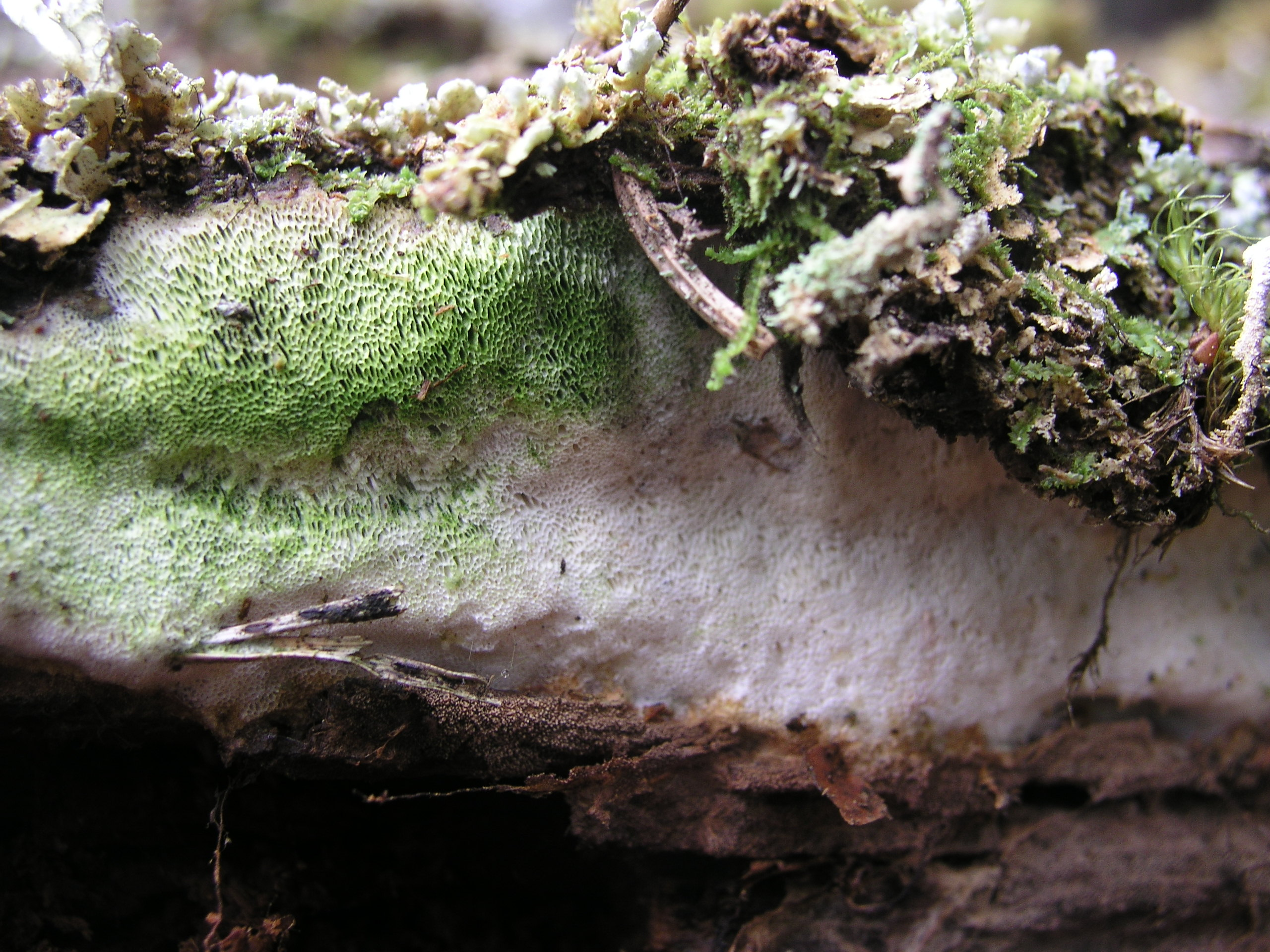

Szkieletnica aksamitna (Sidera lenis (P. Karst.) Miettinen) – gatunek grzybów z rzędu szczeciniakowców Hymenochaetales.

## Systematyka i nazewnictwo
Pozycja w klasyfikacji według Index Fungorum: Sidera, Incertae sedis, Hymenochaetales, Agaricomycetidae, Agaricomycetes, Agaricomycotina, Basidiomycota, Fungi.
Po raz pierwszy opisał go w 1886 r. Petter Adolf Karsten, nadając mu nazwę Physisisporus lenis. Obecną nazwę nadał mu Otto Miettinen w 2011 r. Ma około 30 synonimów. Niektóre z nich:

- Amyloporia lenis (P. Karst.) Bondartsev & Singer 1941
- Antrodia lenis (P. Karst.) Ryvarden 1973
- Antrodiella lenis (P. Karst.) Zmitr. 2003
- Cinereomyces lenis (P. Karst.) Spirin 2005
- Diplomitoporus lenis (P. Karst.) Gilb. & Ryvarden 1985
- Skeletocutis lenis (P. Karst.) Niemelä 1991

Stanisław Domański w 1965 r. podał polską nazwę mąkosa aksamitna, Władysław Wojewoda w 2003 r. zarekomendował nazwę szkieletnica aksamitna (dla synonimu Skeletocutis lenis). Obydwie polskie nazwy są niespójne z aktualną nazwą naukową.

## Morfologia
Bazydiokarp roczny, rozpostarty, w stanie świeżym miękki, po wyschnięciu korkowaty, tworzący elipsoidalne płaty o wymiarach 5-20 × 2–5 cm, czasem znacznie większe, o grubości do10 mm. Brzegu zwykle brak (pory sięgają do samej krawędzi), czasami jednak występuje, wówczas jest sterylny, błonkowaty lub strzępiasty, przerzedzony, u starych okazów ostry. Powierzchnia porów kremowobiała, w eksykatach kremowa, mniej lub bardziej błyszcząca. Pory okrągłe (3–)4-6(–7) na mm, zwykle z rozproszonymi większymi porami. Na przekroju poprzecznym jest biały, subikulum bardzo cienkie, warstwy roczne w rurkach niewyraźne.
Cechy mikroskopowe
System strzępkowy dimityczny we wszystkich częściach, strzępki generatywne nie inkrustowane, przegrody ze sprzążkami, strzępki szkieletowe nieamyloidalne, niecyjanofilne, wyraźnie pęczniejące w KOH. Subikulum jednorodne, zbudowane ze splątanych strzępek, wśród których dominują strzępki szkieletowe o średnicy 2,6–3,6 µm. Licznie występują skupiska gwiaździstych kryształów. Rurki zbudowane z równoległych strzępek. Strzępki generatywne cienkościenne, o średnicy 1,6–3,2 µm. Strzępki szkieletowe grubościenne z wyraźnym światłem, szkliste, proste, o średnicy 2,7-3,9 µm średnicy. Subhymenium niewyraźne. Podstawki krótkie, maczugowate, 10–15 × 4,2–6 µm, bazydiole podobne do podstawek, nieco krótsze. Cystydiole o nabrzmiałej podstawie z ostrą lub często z hyfoidalną szyjką, na wierzchołku czasami z kilkoma kryształkami. Brak kołków strzępkowych. Bazydiospory grube, cylindryczne, silnie zakrzywione („księżycowate”), z tępymi końcami, gruboziarniste, cienkościenne, szkliste, nieamyloidalne, niecyjanofilne (3,5–)3,9–4,9(-5) × (1,2–)1,5–2 (–2,1) µm, Q = 2,29–2,74.

## Występowanie i siedlisko
Występuje na wszystkich kontynentach poza Antarktydą. W Europie jest pospolity, zwłaszcza na Półwyspie skandynawskim. W Polsce podano wiele stanowisk, a najbardziej aktualne stanowiska podaje internetowy atlas grzybów.
Nadrzewny grzyb saprotroficzny.